# Verbascum adenosepalum
Verbascum adenosepalum är en flenörtsväxtart som först beskrevs av Svante Samuel Murbeck, och fick sitt nu gällande namn av I.I. Karyagin. Verbascum adenosepalum ingår i släktet kungsljus, och familjen flenörtsväxter. Inga underarter finns listade i Catalogue of Life.